# British Interlingua Society
Le Societate Britannic pro Interlingua (SBI) (anglais: British Interlingua Society (BIS)), est un organisme établi en 1956 en Grande-Bretagne et le monde anglophone dans l'espoir de diffuser la connaissance et usage actif de l'interlingua, la langue internationale. Le président et trésorier actuel est Peter Gopsill et le secrétaire est Brian C. Sexton.

## Publications
Entre les publications de la SBI et le magazine transatlantique Lingua e Vita, avec articles en anglais et interlingua. Il paraît depuis juin 1965, (autrefois comme la Littera Circular (anglais: Circular Letter). La SBI aussi édite tous quatre mois une seconde publication, Contacto. Fondée en juillet 1994, ce magazine fournit des articles et des reportages réguliers sur interlingua et l'organisation. Contacto est écrit en anglais avec des textes parallèles interlingua-anglais. 